# Friedhofskapelle (Rheydt)

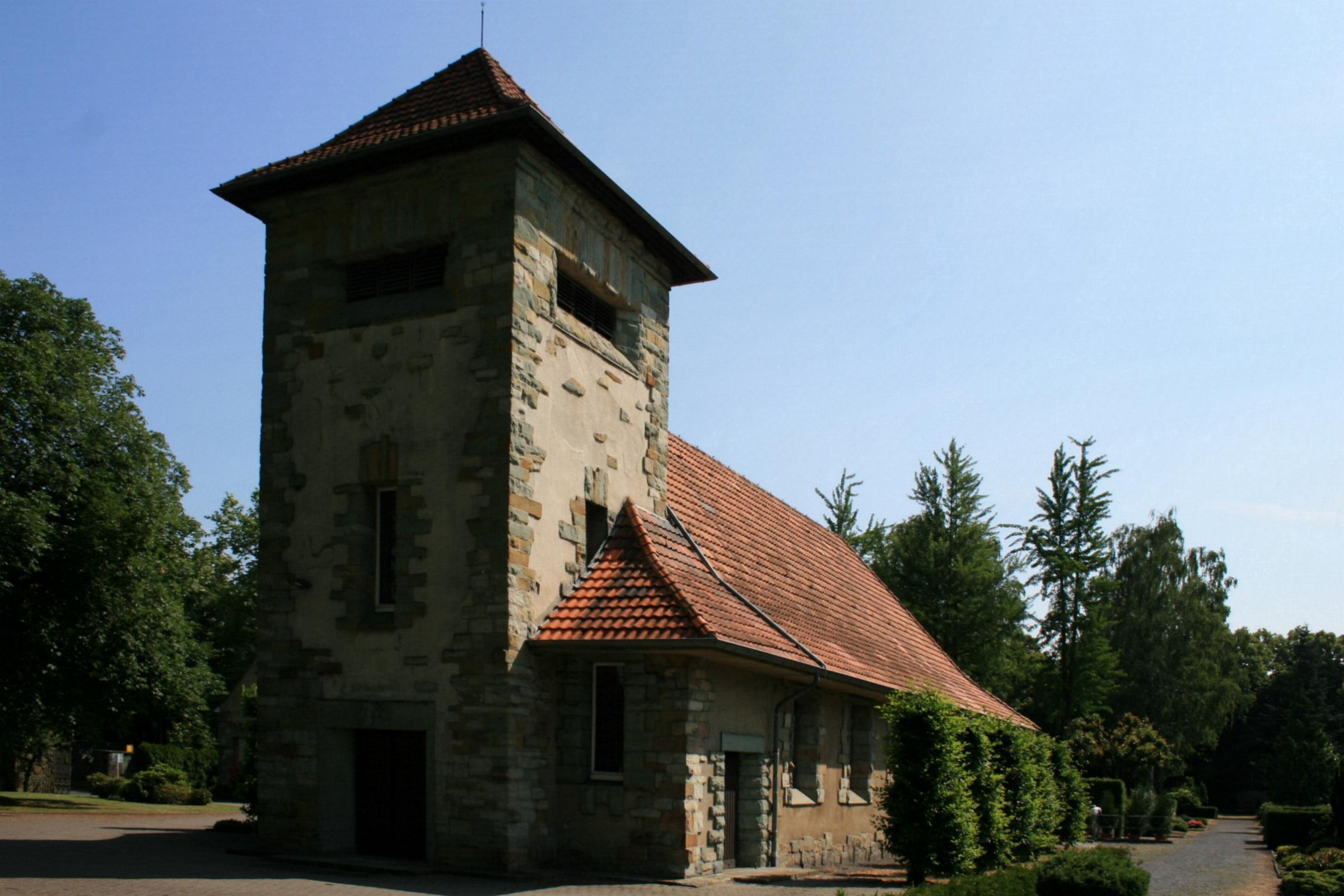
Friedhofskapelle (2010)

Die Friedhofskapelle Rheydt steht auf dem Evangelischen Friedhof im Stadtteil Rheydt in Mönchengladbach, Nordrhein-Westfalen, Nordstraße 140.
Die Kapelle und ihre Nebengebäude wurden nach einem Architektenwettbewerb durch die Dortmunder Architekten Heinrich Strunck und Josef Wentzler errichtet und 1928 fertiggestellt. Das Bauwerk wurde am 15. Oktober 2003 unter Nr. N 016 in die Denkmalliste der Stadt Mönchengladbach eingetragen.

## Lage
Die Friedhofskapelle steht auf dem im frühen 19. Jahrhundert angelegten und später mehrfach erweiterten Gelände des Evangelischen Friedhofs Rheydt. Sie ist mit ihrem Turmgeviert zentral auf die Hauptachse ausgerichtet und steht auf dem jüngsten, zur Nordstraße gerichteten Teilabschnitt.

## Architektur
Der Gebäudekomplex der Totenhalle ist als winkelförmig gegliederte Anlage mit Nebengebäuden als gestalterisch geschlossenes Ensemble konzipiert und durchformuliert. Zentrum der kleinen Anlage ist der langgestreckte Kapellenbau, der östlich in den Zellentrakt mit fünf Sargkammern übergeht. 
Die Kapelle oder Totenhalle präsentiert sich als bodenständig wirkender Putzbau mit weit herabgezogenem Satteldach und massivem Turmgeviert an der westlichen Eingangsfront. Als Gliederungs- und Strukturierungselemente der Wandflächen sind durchgängig Natursteinverblendungen eingesetzt. So sind die Fenster aller Fassaden durch aufwändige Sandsteinrahmungen betont; analog ausgebildet sind die massiven Kantenstrukturen an allen Ecken sowie die umlaufenden Sockel. 
Als Hauptfassade ausgebildet ist die Eingangsfront mit dem vorgelagerten Turm, den ein weit vorkragendes Zeltdach überragt. Ein breites, natursteingerahmtes Portal erschließt mittig das Gebäude mit einem Vorraum, der als Erinnerung an die Toten des Ersten Weltkriegs auf beiden Längsseiten Sandsteintafeln mit den Namen von 713 Gefallenen trägt. Jeweils ein schießschartenähnliches Fenster und ein als liegendes Rechteck ausgebildetes Schallloch öffnen auf drei Seiten die Wandflächen. 
Die Gliederung des Langhauses übernehmen an der Nordfassade neben vier schmalen Hochrechteckfenstern eine vortretende, modifizierte Arkade (Werksteinpfeiler) mit einem abgewalmten Satteldach. Hier erschließt links ein breiter, scheitrecht mit einer Natursteinfassung überdeckter Eingang den Trakt mit den Leichenzellen. Die entgegengesetzte Fassadenseite gliedern drei Fensteröffnungen und ein zweiflügeliger Zugang in analoger Ausführung und Gestaltung. 
An der Ostfassade belichten sechs kleine Rechtecke das Kapelleninnere. L-förmig an den Zellentrakt schließen sich die Toilettenanlagen und das Verwaltungsgebäude an. Der langgestreckte, eingeschossige Bauteil mit einem niedrigen Satteldach wird symmetrisch gegliedert durch einen breiten Durchgang, den beidseitig Toilettenräume mit jeweils drei kleinen Rechteckfenstern flankieren. Auch hier kräftige Rahmungen der Wandöffnungen. Das giebelständige Bürogebäude von zwei Geschossen bildet den Abschluss des kleinen Ensembles. Den einfachen Putzbau belichtet im Erdgeschoss links ein Hochrechteckfenster mit Schlagläden und analog kräftig ausgebildeter Rahmung; rechts der mit einem kleinen Schiefervordach ausgestattete Hauszugang, zu dem eine dreistufige Treppe führt. 
Im Obergeschoss drei schmucklos in die Wandfläche eingebrochene Fensteröffnungen in regelmäßiger Anordnung. Entsprechend schlicht die Gestaltung der anderen Fassadenseiten. Der Südfassade angehängt ist mittig ein annähernd die gesamte Haushöhe einnehmender kastenförmiger Anbau (Treppenturm) mit eigenem Satteldach (mit Aufschieblingen) und beidseitig breit vorkragendem Holzkastengesims. Ein Türeingang in der rechten Schmalseite erschließt diesen Gebäudeteil. Die Belichtung erfolgt über kleine Rechteckfenster. Analog der Eingangsseite lebhafte Strukturierung der Wandflächen und Ecken.